# Hemiarthrus abdominalis
Hemiarthrus abdominalis là một loài chân đều trong họ Bopyridae. Loài này được Krøyer miêu tả khoa học năm 1840.